# 塞萊河
塞萊河（法語：Célé，法語發音：[sele]）是法國的河流，位於該國西南部康塔尔省和洛特省，屬於洛特河的右支流，河道全長104.4公里，流經菲雅克，河口處在布济耶斯。

## 外部連結
- http://www.geoportail.fr （页面存档备份，存于）
- Sandre数据库中的塞莱河